# Ramaria formosa
Ramaria formosa (Pers.) Quél., 1888 è un fungo basidiomicete simbionte micorrizico del genere Ramaria, a sua volta appartenente alla famiglia delle Gomphaceae.

## Descrizione
Il carpoforo è alto 6-17 (20) cm e ha un diametro di 8-12 (20) cm; ha una base tozza che si divide in numerose ramificazioni verticali e cilindriche, diritte o ricurve, carnose ma elastiche, spesse alla base e gradualmente assottiglianti verso l'alto, di colore rosa salmone o arancione chiaro. Gli apici sono biforcati, piuttosto corti, color giallo limone negli esemplari giovani, dello stesso colore del resto del ramo negli esemplari più vecchi.
Il tronco ha una lunghezza di 3-4 cm e un diametro di 5-6 cm; è tozzo, massiccio e compatto; da esso si originano numerosi rami. È di colore sempre più biancastro man mano che ci si avvicina verso la base.
la carne è di colore bianco sporco, spesso marmorizzata, acquosa, elastica e difficile da masticare in corrispondenza dei rami. L'odore è debole e ricorda quello del muschio, mentre il sapore, gradevole e lievemente amarognolo nel tronco, diviene sempre più amaro e sgradevole verso i rami; negli esemplari vecchi, l'intero fungo è molto amaro. Il colore della carne vira al rossastro se sottoposta a pressione.
Le spore di R. formosa hanno forma ellissoidale, superficie ruvida e dimensioni di 7,7-14,5 per 4,2-6,7 micron; le ife sono provviste di fibule. La sporata è di colore giallastro-ocra.

## Distribuzione e habitat
Cresce dalla pianura alla montagna, isolato o in gruppi, in boschi di latifoglie, prevalentemente su terreno calcareo e umido, preferibilmente sotto faggi, da luglio-agosto fino a ottobre inoltrato. È particolarmente diffuso in Europa, anche ad alte latitudini; a Cipro ne è stata osservata l'associazione micorrizica con Quercus alnifolia ("quercia dorata di Cipro").

## Commestibilità
Da alcuni autori ritenuto erroneamente commestibile da giovane (forse perché confusa con Ramaria flava o altre specie di Ramaria commestibili), Ramaria formosa (come Ramaria pallida) provoca in realtà intossicazioni digestive abbastanza gravi con nausea, vomito e manifestazioni diarroiche particolarmente intense; l'intossicazione è causata da composti chimici molto instabili, detti acroresinoidi, da cui si origina l'avvelenamento fungino noto come sindrome resinoide.